# Margraten
Margraten (phát âmⓘ) là một đô thị ở đông nam Hà Lan.
Ở Margraten có Khu nghĩa địa và tưởng niệm Mỹ Hà Lan, khu nghĩa địa chiến tranh lớn thứ 3 châu Âu cho những người lính không xác định được danh tính thiệt mạng trong đệ nhị thế chiến. 8302 người lính được an táng ở đây.

## Các trung tâm dân cư
Banholt, Bemelen, Bergenhuizen, Bruisterbosch, Cadier en Keer, Eckelrade, Gasthuis, Groot-Welsden, Herkenrade, Honthem, Klein Welsden, Mheer, Moerslag, Noorbeek, 't Rooth, Scheulder, Schey, Schilberg, Sint Antoniusbank, Sint Geertruid, Terhorst, Terlinden, Termaar, Ulvend, Wolfshuis.

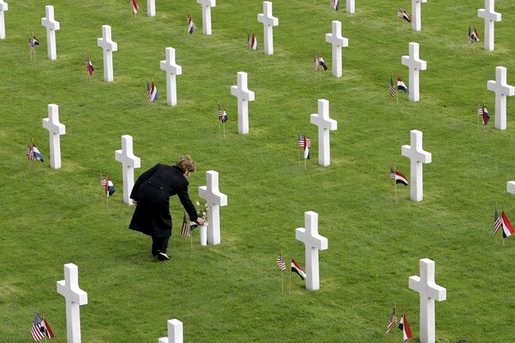
Nghĩa địa Mỹ Hà Lan tại Margraten